# Fitzroy Dunkley
Fitzroy Dunkley, född den 20 maj 1993, är en jamaicansk friidrottare.
Han tog OS-silver på 4 x 400 meter stafett i samband med de olympiska friidrottstävlingarna 2016 i Rio de Janeiro..